# Modesztosz jeruzsálemi görög pátriárka
Szent Modesztosz (ógörögül: Μόδεστος, latinul: Modestus), (536 körül – 634. december 17.) jeruzsálemi pátriárka 632-től haláláig.
Modesztosz a kappadókiai Szebasztéban született. Már fiatalon nagy vonzalmat érzett az Istennek szentelt élet iránt, ezért először a Sínai-hegyen élt szerzetesi életet. Később, II. Huszrau szászánida király perzsa király megtámadta Szíriát és Palesztinát, bevette Jeruzsálemet, és elhurcolta Zakariás pátriárkát Perzsiába. Modesztoszt Zakariás távollétében pátriárkai helytartónak bízták meg. Sokat fáradozott a feldúlt Jeruzsálem rendbehozatalán, a lerombolt templomok felépítésén Alamizsnás Szent János alexandriai pátriárka segítségével. 14 évnyi fogság után Zakariás pátriárka visszatérhetett Jeruzsálembe, de még abban az évben meghalt. Utódjául Modesztoszt választották meg, aki idős kora miatt csak néhány éven át vezette egyházát. Sok csodát és gyógyítást tett pátriárkasága alatt. 634-ben hunyt el 98 éves korában.